# Lasa Dvali
Lasa Dvali (grúzul: ლაშა დვალი; Tbiliszi, 1995. május 14. –) grúz válogatott labdarúgó, a APÓEL játékosa.

## Pályafutása

### Klubcsapatokban
A Saburtalo Tbiliszi és a Metalurgi Rusztavi csapataiban nevelkedett, majd 2013 nyarán szerződtette a lett Skonto csapata. Június 14-én debütált a Daugava Riga elleni 5–0-ra megnyert bajnoki mérkőzésen, két gólpasszt is kiosztott. Három hónappal később szerződtette az angol Reading csapata, de azonnal kölcsönadták a lett klubnak. 2014. június 28-án megszerezte első bajnoki gólját a Metta ellen. 2015 elején a török Kasımpaşa együtteséhez került kölcsönben a 2014–15-ös szezon második felére. Február 14-én a Kardemir Karabükspor ellen debütált kezdőként és végig a pályán is maradt. A kölcsönszerződés lejártát követően visszatért az angol klubhoz, de továbbra sem számítottak rá. Augusztusban ingyen szerződtette a német MSV Duisburg, amely a Bundesliga 2-ben szerepelt. Szeptember 23-án a Eintracht Braunschweig elleni 5–0-ra megnyert bajnoki találkozón mutatkozott be. Decemberben megszüntették a szerződését.
2016. január 12-én szerződtette a lengyel Śląsk Wrocław csapata. Egy hónappal később debütált a Wisła Kraków ellen. Március 11-én első gólját szerezte meg a Korona Kielce elleni 2–2-re végződő bajnoki mérkőzésen. 2017. március 3-án kölcsönadták a kazah Jertisz Pavlodarnak, itt 16 bajnokin lépett pályára. Ezeken a mérkőzéseken nem szerzett gólt, június 11-én visszatért Lengyelországba. Július 24-én a szintén lengyel Pogoń Szczecin játékosa lett. Másfél év alatt ötven bajnoki mérkőzésen lépett pályára, ezeken három gólt szerzett. 2019 januárjában a Ferencvárosi TC játékosa lett.

### A válogatottban
Tagja volt a 2012-es U17-es labdarúgó-Európa-bajnokságon és a 2013-as U19-es labdarúgó-Európa-bajnokságon résztvevő keretnek. 2015. március 29-én mutatkozott be a felnőtt válogatottban Németország ellen. 2024. május 22-én Willy Sagnol szövetségi kapitány kihirdette a 26 fős Európa-bajnoki keretét, amelyben ő is szerepelt.

## Statisztika

### A válogatottban
| Válogatott | Év       | Mérk. | Gól |
| ---------- | -------- | ----- | --- |
| Grúzia     | 2015     | 3     | 0   |
| Grúzia     | 2016     | 2     | 0   |
| Grúzia     | 2017     | 1     | 1   |
| Grúzia     | 2018     | 6     | 0   |
| Grúzia     | 2019     | 1     | 0   |
| Grúzia     | 2020     | 3     | 0   |
| Grúzia     | 2021     | 6     | 0   |
| Grúzia     | 2022     | 3     | 0   |
| Grúzia     | 2023     | 4     | 0   |
| Grúzia     | 2024     | 11    | 0   |
| Összesen   | Összesen | 40    | 1   |

### Góljai a válogatottban
2017. november 13-i állapot szerint.
| #  | Dátum              | Helyszín                                  | Ellenfél         | Gólok | Eredmény | Kiírás              |
| -- | ------------------ | ----------------------------------------- | ---------------- | ----- | -------- | ------------------- |
| 1. | 2017. november 13. | Ramaz Shengelia Stadion, Kutaiszi, Grúzia | Fehéroroszország | 2–1   | 2–2      | Barátságos mérkőzés |

## Sikerei, díjai
Ferencvárosi TC
- Magyar bajnok (4): 2018–19,[22] 2019–20,[23] 2020–21,[24] 2021–22[25]
- Magyar kupagyőztes (1): 2022[26]

 APÓEL
- Ciprusi bajnok (1): 2023–24